# Homoeomma nigrum
Homoeomma nigrum är en spindelart som först beskrevs av Charles Athanase Walckenaer 1837.  Homoeomma nigrum ingår i släktet Homoeomma och familjen fågelspindlar. Inga underarter finns listade i Catalogue of Life.